# Sold
Pour plus de détails, voir Fiche technique et Distribution.
Sold est un film américain réalisé par Jeffrey D. Brown, et sorti en 2014.

## Fiche technique
- Titre original : Sold
- Réalisation : Jeffrey D. Brown
- Scénario : Joseph Kwong adaptation du roman de Patricia McCormick (en)[1]
- Chef décorateur : Tabasheer Zutshi
- Costumes : Tabasheer Zutshi
- Photographie : Jehangir Choudhary, Seamus Tierney
- Montage : Rick LeCompte
- Musique : John McDowell
- Production : 
  - Producteur : Jane Charles
  - Producteur exécutif : Emma Thompson
  - Coproducteurs : Joseph Kwong, Katie Mustard
  - Coproducteur exécutif : Jessica Dhillon, Anadil Hossain, Jennifer Reibman, Kavi Virk
  - Producteur associée : Neerja Nyak
  - Line productor : Tanaji Dasgupta
- Société(s) de production : Jaya International
- Pays d'origine :
- Année : 2014
- Langue originale :
- Format : couleur
- Genre : drame
- Durée :
- Dates de sortie : 
  -  États-Unis : 8 avril 2014 (Indian Film Festival of Los Angeles)
  -  France : nc

## Distribution
- Gillian Anderson : Sophia
- David Arquette : Sam
- Tillotama Shome : Bimla
- Seema Biswas : Amma
- Priyanka Bose : Monica
- Parambrata Chatterjee : Vikram
- Sushmita Mukherjee : Mumtaz
- Neerja Naik : Anita
- Ankur Vikal : Varun
- Jessica Dhillon : Jessica
- Seirah Royin : Mrs. Tripathi